# Koudbeitel

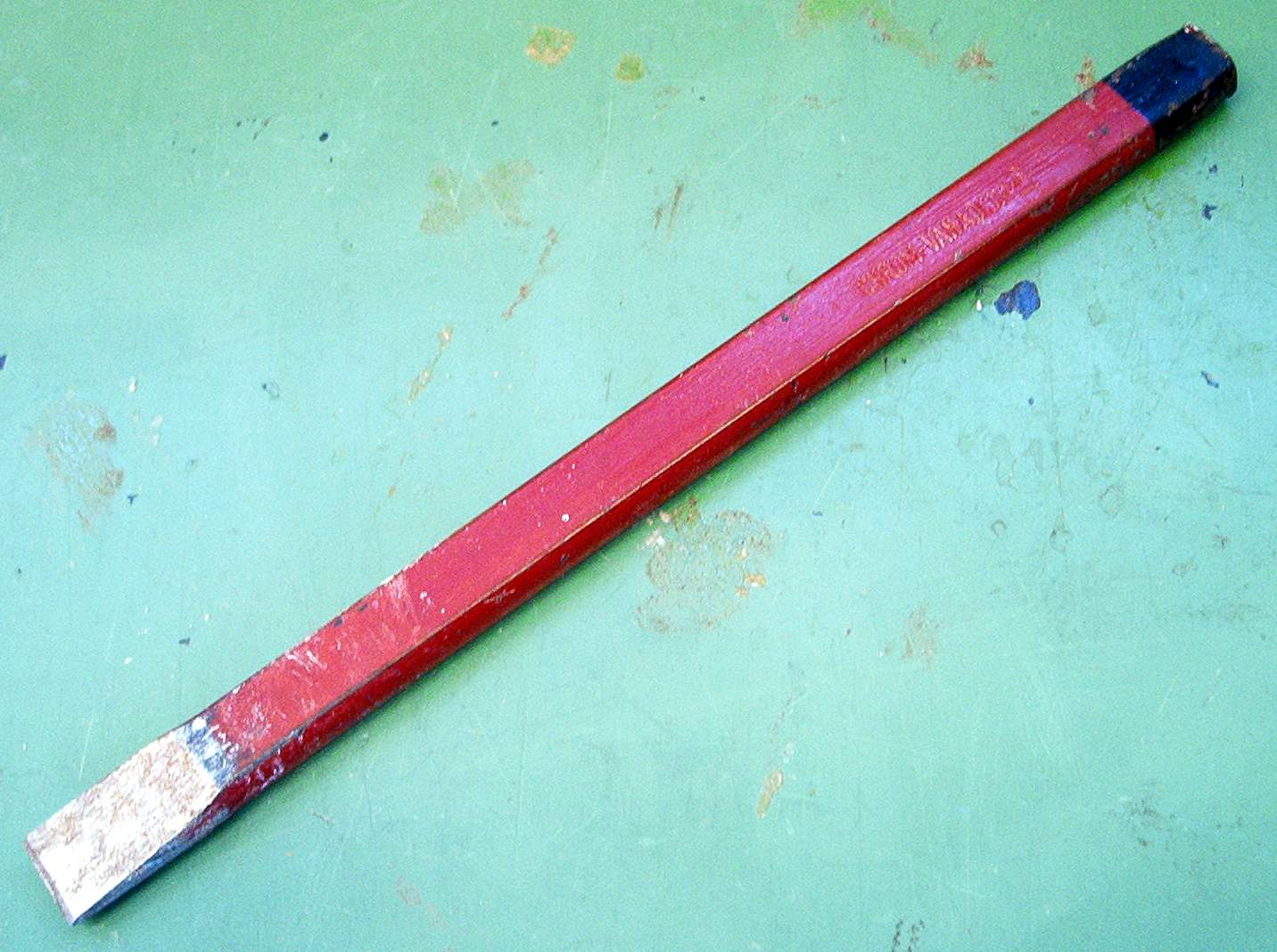
Koudbeitel

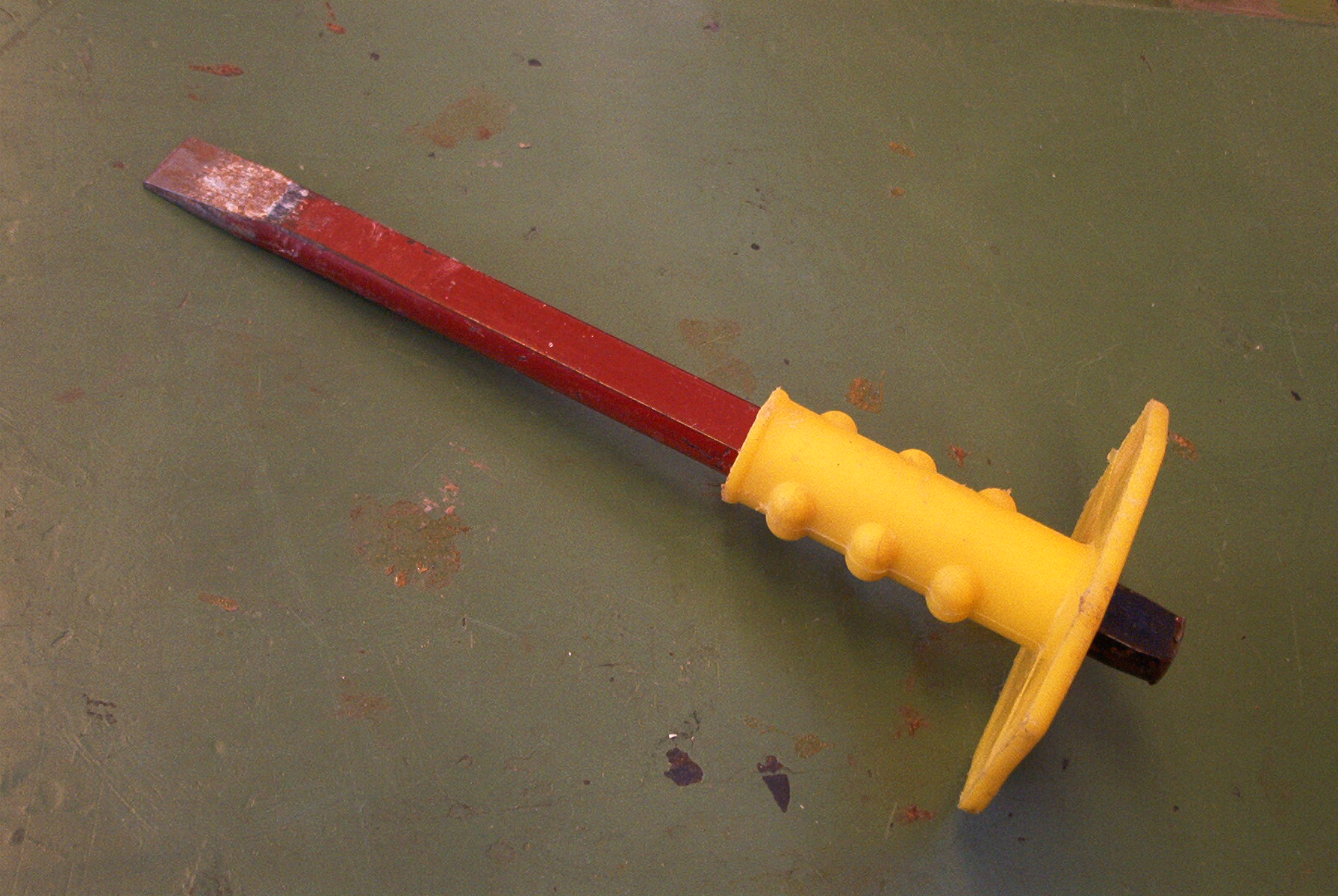
Koudbeitel met kunststof bescherming voor de hand.

Een koudbeitel is een stalen staaf die aan het uiteinde tweezijdig schuin en afgeplat uitloopt naar de geharde vouw of snede.
De vouw is aan beide zijden scherp geslepen onder een hoek van 60 tot 70 graden. Hij is er in lengtes van zo'n 12 tot wel 30 cm, maar langere komen ook voor. De doorsnede van de staaf kan zeskantig, ovaal, rond of afgeplat rond zijn.
De koudbeitel wordt gebruikt in combinatie met een moker voor het hakken in steen, beton en slopen van muren en dergelijke.
Oorspronkelijk werd hij vooral gebruikt voor het 'koud' hakken van metaal. Op dat gebied zijn er nog steeds toepassingen: het weghakken van bramen en slakken, het doorhakken van een bout, klinknagel of schakel van een ketting enz. Ook voor hakwerk in plaatstaal wordt de koudbeitel nog steeds toegepast, de vouw van de beitel die men hiervoor gebruikt is dan voorzien van een gebogen snede.
De kop dient enigszins conisch te zijn. Bramen die tijdens het erop slaan ontstaan dienen te worden weggeslepen om verwondingen te voorkomen. De gedurende het hakken wegspattende splinters vormen een gevaar voor de ogen, daarom dient men altijd een veiligheidsbril te dragen. Tijdens het hakken kan men het beste de snede in het oog houden en niet de beitelkop, anders worden de slagen onzeker. De slagen worden niet uit de elleboog, maar vanuit de schouder toegebracht. Om de hand, waarmee de beitel wordt vastgehouden, te beschermen kan een bijpassende beschermhuls met kraag van plastic of rubber over de beitel geschoven worden. 
Voor pneumatisch- of elektrisch aangedreven sloop- en breekhamers worden ook koudbeitels gebruikt, de benaming is dan meestal 'platte beitel'. Deze beitels zijn vervaardigd van speciaal gehard staal, hebben een uitsparing of aangestuikte kraag om vast in de pneumatisch- of elektrisch aangedreven hamer te blijven zitten. Naast de platte beitels zijn er ook puntbeitels, breed/platte beitels en spadebeitels. In heel Europa zijn er ongeveer 8 vooraanstaande fabrikanten, ook in Taiwan staat een grote fabriek.